# Ír albumlista
Az ír albumlista (angolul:  Irish Albums Chart) az albumok eladási példányszám szerinti rangsora Írországban. A rangsort Irish Recorded Music Association állítja össze hetente. Jelenleg az összes főbb lemezbolt és negyben független rögzíti adatait a listába, mely a piac több mint 80%-a a Chart-Track szerint.[forrás?]  Az új lista minden héten péntek délben válik publikussá. Top 100-ként adják ki a listát, viszont az archívumba csak a top 75 kerül.